# 高村ゆかり
高村 ゆかり（たかむら ゆかり、1964年〈昭和39年〉11月27日 - ）は、日本の法学者。
専門は、国際法・環境法。学位は、修士（法学）（一橋大学）。東京大学未来ビジョン研究センター教授。女性初の環境省中央環境審議会会長、第25期日本学術会議副会長。

## 人物
島根県安来市（旧：能義郡広瀬町）出身。大谷良雄ゼミ出身。環境大臣表彰受賞。研究分野は、地球温暖化に関する国際法・政策、環境リスクと予防原則、環境条約の遵守手続･制度など国際環境法に関する諸問題。

## 経歴
略歴は以下の通り。
- 1983年03月 - 島根県立松江北高等学校卒業
- 1989年03月 - 京都大学法学部卒業
- 1992年03月 - 一橋大学大学院法学研究科修士課程修了
- 1993年 - 1995年 パリ第2大学第三（大学院）課程及び国際高等問題研究所留学[5]
- 1997年03月 - 一橋大学大学院法学研究科博士課程単位修得退学
- 1998年04月 - 静岡大学人文学部法学科助教授
- 2000年 - 2001年 ロンドン大学客員研究員[5]
- 2004年04月 - 龍谷大学法学部助教授
- 2006年04月 - 龍谷大学法学部教授
- 2011年04月 - 名古屋大学大学院環境学研究科教授
- 2018年06月 - 環境保全功労者表彰（環境大臣表彰）
- 2018年10月 - 東京大学国際高等研究所サステイナビリティ学連携研究機構教授
- 2019年04月 - 東京大学未来ビジョン研究センター教授
- 2020年10月 - 第25期日本学術会議副会長[6]
- 2021年02月 - 環境省中央環境審議会会長（女性初）[7]

## 社会的活動
- 環境省中央環境審議会委員
- 国土交通省国土審議会委員[8]
- 経済産業省調達価格等算定委員会委員
- 資源エネルギー庁総合資源エネルギー調査会新エネルギー分科会新エネルギー小委員会委員
- 国土交通省社会資本整備審議会環境部会委員
- 大阪市環境審議会委員
- 国立研究開発法人森林総合研究所REDD研究開発センター運営委員会メンバー
- 国立研究開発法人科学技術振興機構環境・エネルギー分野（環境領域）研究主幹・審査委員
- 文部科学省科学技術・学術審議会環境エネルギー科学技術委員会主査[5]
- 電力広域的運営推進機関評議員
- パリ協定長期成長戦略懇談会構成員[5]
- 気候変動対策推進のための有識者会議構成員[9]
- アジア開発銀行気候変動と持続可能な発展に関する諮問グループ委員[5]

## 学会活動
- 第24期日本学術会議会員[10]
- 環境経済・政策学会常務理事
- 環境法政策学会常任理事
- 日本環境会議理事
- 世界法学会理事
- 国際法学会理事

## 著作

### 編書
- （亀山康子と共編）『京都議定書の国際制度』（信山社出版、2002年）
- （亀山康子と共編）『地球温暖化交渉の行方 - 京都議定書第１約束期間後の国際制度設計を展望して』（大学図書、2005年）
- （竹内恒夫・溝口常俊・川田稔と共編）『社会環境学の世界』（日本評論社、2010年）
- （亀山康子と共編）『気候変動と国際協調 - 京都議定書と多国間協調の行方』（慈学社、2011年）
- （新澤秀則と共編）『気候変動政策のダイナミズム』（岩波書店、2015年）

### 訳書
- （信夫隆司と共訳）ピーター・H・サンド『地球環境管理の教訓』（国際書院、1994年）